# Artabotrys pleurocarpus
Artabotrys pleurocarpus là loài thực vật có hoa thuộc họ Na. Loài này được Maingay ex Hook.f. & Thomson mô tả khoa học đầu tiên năm 1872.